# E-Staub
Als E-Staub wird in den Technischen Regeln für Gefahrstoffe (TRGS) der Masseanteil des Staubs bezeichnet, dessen Partikel so klein sind, dass sie beim Einatmen über die Atemwege aufgenommen werden können. Synonym werden statt E-Staub auch die Begriffe einatembarer Staub, E-Fraktion, einatembare Fraktion oder einatembare Staubfraktion verwendet. Der Begriff E-Staub ist der gebräuchlichere und wird gleichermaßen u. a. von staatlichen Stellen wie BAuA, der gesetzlichen Unfallversicherung DGUV, Arbeitsschutzinstitutionen wie IFA, und Berufsgenossenschaften wie BGBau verwendet. In der GESTIS-Stoffdatenbank wird auch noch der Ausdruck einatembarer Aerosolanteil genutzt. Der E-Staub ist im Wesentlichen identisch mit der früheren Bezeichnung Gesamtstaub. In der Schweiz wird der Begriff einatembarer Staub verwendet.

## Messung des E-Staubs am Arbeitsplatz

Konventionen nach EN 481

Die Messung und Beurteilung einer möglichen Staubbelastung an einem Arbeitsplatz, inklusive der E-Staub-Fraktion, wird durch die TRGS 402 geregelt. Dabei wird zunächst betrachtet, ob es zu einer inhalativen Exposition kommen kann, d. h. ob im Atembereich des Beschäftigten gefährliche Stoffe, wie Stäube, vorhanden sind und in welchem Zeitraum diese auftreten können. Ist eine sichere Vermeidung gefährlicher Stäube in der Atemluft nicht möglich, ist die Staubbelastung durch geeignete Messgeräte zu bestimmen, die u. a. mit den Vorschriften der EN 481 und EN 482 übereinstimmen müssen. Der einatembare Staub wird dabei in Anlehnung an EN 481 als einatembare Fraktion, die der Fraktion, die „unter durchschnittlichen Bedingungen in die verschiedenen Bereiche des Atemtraktes gelangen“, möglichst nahekommen soll, bestimmt.

## Grenzwerte
Die einzelnen Arbeitsplatzgrenzwerte (Schichtmittelwert bei einer täglichen Arbeitszeit von 8 Stunden und einer 5-Tage-Woche über die Lebensarbeitszeit) für Substanzen oder Stoffe sind in der TRGS 900 geregelt. Die dort festgelegten Grenzwerte spiegeln den aktuellen Wissensstand über deren Gefährdungspotential wider. Falls für eine Substanz oder einen Stoff nicht anders explizit festgelegt, gilt seit 14. Februar 2014 der dort angegebene allgemeine Staubgrenzwert. Dieser liegt für die E-Staubfraktion bei 10 mg/m³, während z. B. für lösliche Bariumverbindungen (welche als toxisch eingestuft werden) ein E-Staub-Grenzwert von 0,5 mg/m³ festgelegt ist. Es ist dabei zulässig, dass als Expositionsspitze während einer  Schicht für einen Zeitraum von bis zu 15 Minuten der Grenzwert um das bis zu Zweifache (Überschreitungsfaktor von 2) überschritten wird, solange  der Schichtmittelwert den Grenzwert einhält.